# Friedrich Ludwig August Mayer

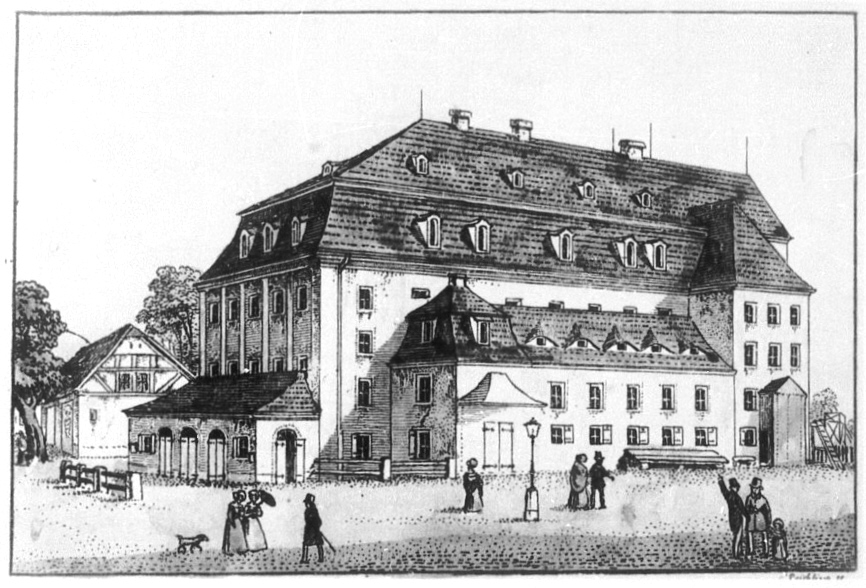
Morettisches Theater, August Mayers Wirkungsstätte in Dresden (1819–1829)

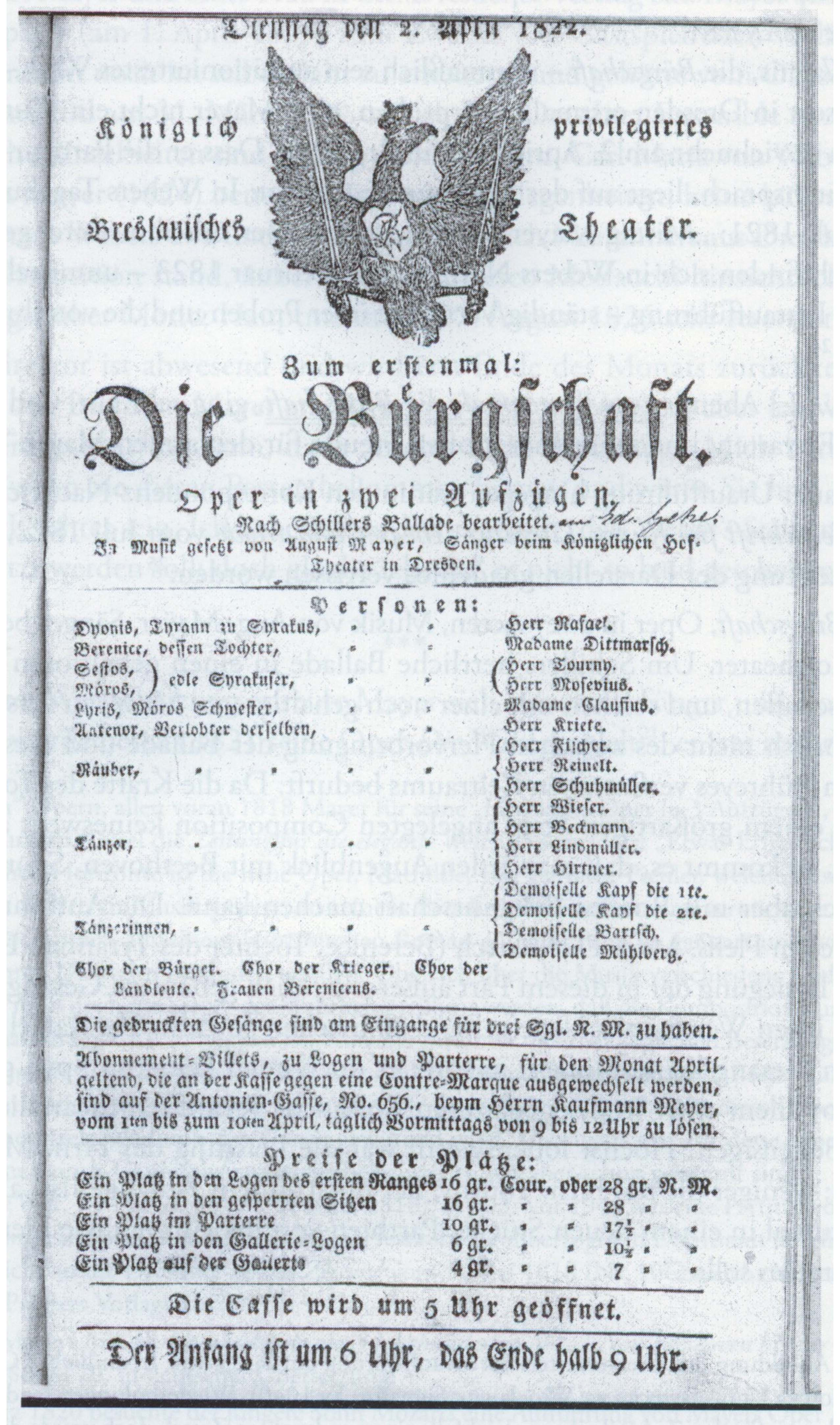
A. Mayer: Die Bürgschaft – Breslau 1822

August Mayer (vollständiger Name: Friedrich Ludwig August Mayer) (* 12. August 1790 in Bärenstein; † 31. März 1829 in Dresden) war ein deutscher Opernsänger (Bass/Bariton) und Opern-Komponist in Hamburg, Kassel und Dresden.

## Leben und Werk
August Mayer war gemeinsam mit seiner Frau, einer Schauspielerin, zunächst an der Hamburger Oper engagiert und danach in Kassel. Seit dem 1. April 1819 war er als Schauspieler und 1. Bassist im deutschen Départment der Hofoper Dresden engagiert. Seine Antrittsvorstellung am 14. April 1819 war der Osmin in Mozarts Die Entführung aus dem Serail. Am 31. März 1824 sang er in der Dresdner Erstaufführung von Carl Maria von Webers Euryanthe deren Widersacher Lysiart. Später wurde er hier auch im italienischen Fach eingesetzt. Bis auf eine Unterbrechung für Gastspiele (vom 1. April bis 30. September 1823) blieb Mayer bis zu seinem Tod an der Hofoper.
Bereits in Kassel wirkte Mayer als Komponist und bot dann auch von Weber in Dresden seine Werke zur Aufführung an. Seine große Oper Die Bürgschaft nach Schillers gleichnamiger Ballade wurde 1822 jedoch zunächst im Theater von Breslau, mit Johann Theodor Mosewius als Möros, uraufgeführt, dann jedoch auch in Dresden, mit Mayer selbst in dieser Rolle. 1826 war Mayer in Dresden auch für die Funktion des Musikdirektors – als Nachfolger Heinrich Marschners – im Gespräch, doch von Weber bezweifelte seine Eignung für diesen Posten.

## Opern
- Mathilde (Caroline Pichler), Tragische Oper, Hoftheater Kassel 1818
- Die Wahl (Georg Christian Döring), Hoftheater Dresden 1820
- Die Bürgschaft (Eduard Heinrich Gehe), Ernste Oper, Theater Breslau 1822
- Das Rosenfest Oper, 26. September 1828 im Hoftheater Dresden